# Un enfant de toi (film)
Ne doit pas être confondu avec Un enfant de toi.
Pour plus de détails, voir Fiche technique et Distribution.
Un enfant de toi est une comédie dramatique française réalisée par Jacques Doillon. Le film sort le 26 décembre 2012 en France.

## Synopsis
Aya, le début de la trentaine, vit avec Victor après sa séparation d'avec Louis, un artiste aux manières douces, qui la satisfaisait sexuellement et avec lequel elle a eu une petite fille maintenant âgée de sept ans.  Aya  veut reconquérir Louis, qui, lui, est en en couple avec Gaëlle. Elle voudrait... qu'il lui fasse un autre enfant ! Tout ce petit monde va être amené à cohabiter, pour le meilleur et pour le pire.

## Fiche technique
- Titre : Un enfant de toi
- Réalisation : Jacques Doillon
- Scénario : Jacques Doillon
- Directeur de la photographie : Renato Berta et Laurent Chalet
- Montage : Frédéric Fichefet
- Musique : Erwan Kerzanet
- Producteur : Mani Mortazavi et David Mathieu-Mahias
  - Producteur associé : Yorick Le Saux
- Production : 4 à 4 Productions
- Distribution : Sophie Dulac Distribution
- Pays :  France
- Genre : comédie dramatique
- Durée : 136 minutes
- Dates de sortie : 
  - Italie : novembre 2012 (Festival du film de Rome)
  - France : 26 décembre 2012

## Distribution
- Lou Doillon : Aya
- Marilyne Fontaine : Gaëlle
- Samuel Benchetrit : Louis
- Malik Zidi : Victor
- Olga Milshtein : Lina
- Malonn Lévana : Zoé
- Marlowe Mitchell : Max
- Louise Obled : Louise